# Anna Schulze

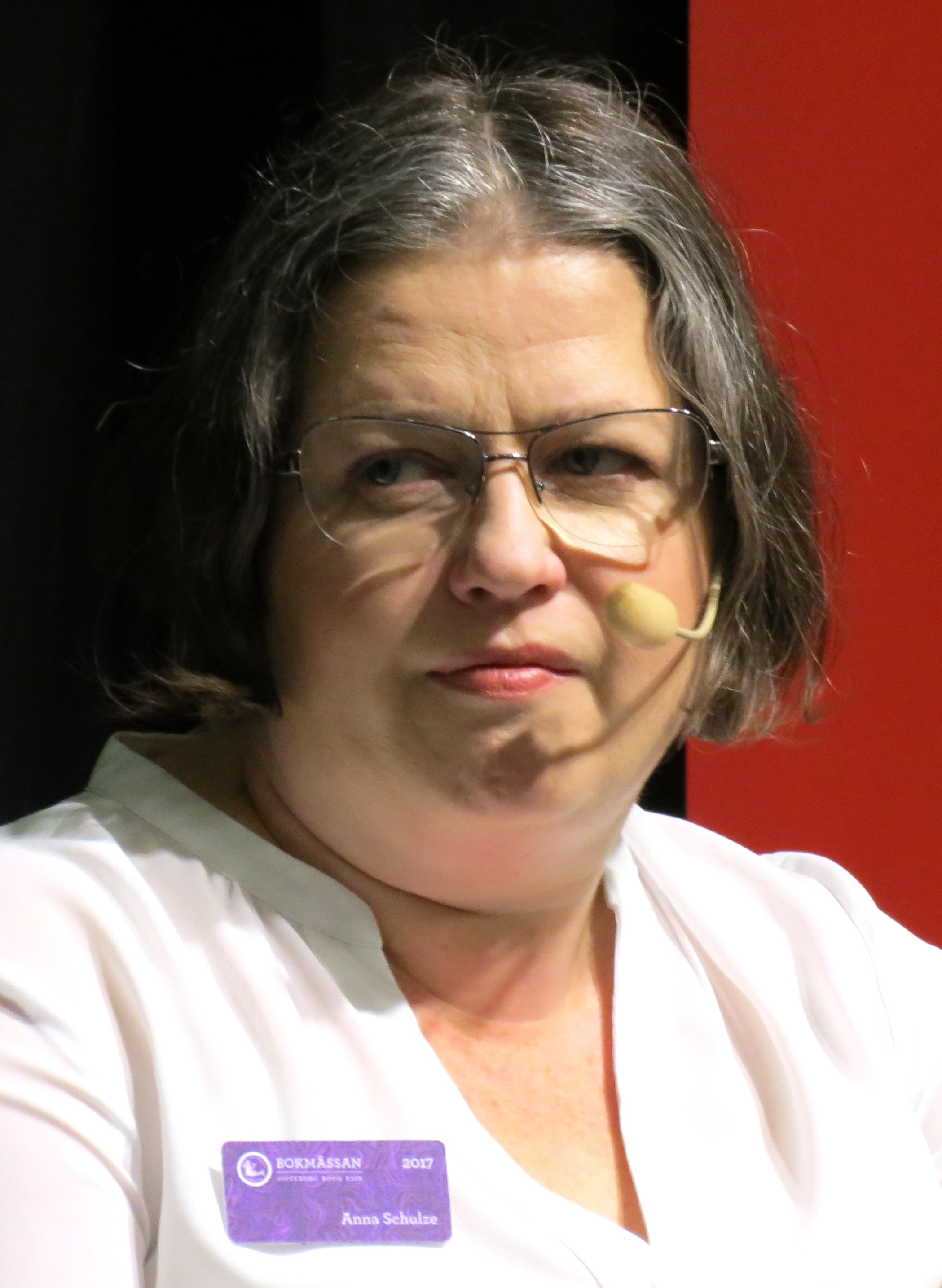
Schulze i oktober 2017.

Anna Schulze, född 1 juli 1968 i Sigtuna, är en svensk författare. Hon utbildade sig till violinist vid Musikhögskolan vid Göteborgs universitet och var i många år verksam som orkester- och kammarmusiker. 2006 debuterade hon med novellsamlingen Brist på Albert Bonniers förlag vilken nominerades till Borås Tidnings debutantpris, samt belönades med Carl-Johan Vallgrens litteraturpris till yngre författare. Sedan debuten har hon utkommit med fyra romaner. Den senaste – Vårt gemensamma liv nominerades till Sveriges radios romanpris 2014. 2007 började Schulze verka som lärare vid Skrivarakademin i Stockholm och var åren 2010 till och med 2016 skolans konstnärliga ledare. Sedan 2021 är hon verksam som universitetslektor i kreativt skrivande vid Linnéuniversitetet. Schulze är bosatt i Skogås. Hon är kusin till Pontus Gustafsson. 

## Priser och utmärkelser
- Carl-Johan Vallgrens litteraturpris till yngre författare 2006
- Ilona Kohrtz stipendium Svenska Akademin